# Трансмедикализм

Флаг/символ трансмедикалистов

Трансмедикализм — это идея о том, что трансгендерность — это прежде всего медицинская проблема, связанная с несоответствием между полом, присвоенным человеку при рождении, и его гендерной идентичностью, характеризующаяся гендерной дисфорией. В сообществе трансмедикалистов существуют разногласия и дебаты по поводу точного определения того, кто является трансгендерным человеком, а кто нет. Многие специалисты в области трансгендерной медицины считают, что люди, которые идентифицируют себя трансгендерными, не испытывая гендерной дисфории и не желая совершить медицинский переход с помощью таких методов, как гендерно-аффирмативная гормональная терапия или операций по коррекции пола, на самом деле не являются трансгендерными. Они также могут не считать трансгендерными тех, кто идентифицирует себя небинарными.
Трансмедикалистов иногда называют transmeds и truscum — термин, придуманный пользователем сайта микроблогов Tumblr и означающий «настоящие транссексуальные отбросы», который с тех пор подвергся реклеймингу. Тех, кто считает, что для того, чтобы быть трансгендерными, не обязательно иметь гендерную дисфорию, иногда называют tucute, что означает «слишком симпатичный, чтобы быть цисгендерным». Трансмедикалисты иногда называют «транстрендерами» тех, кто идентифицирует себя как трансгендерными без медицинских показаний.
Некоторые критики считают, что трансмедикализм сродни медицинской модели инвалидности в том смысле, что он медикализирует признак, содержащий как медицинские, так и социальные компоненты.

## Cм. также
- Причины гендерного несоответствия
- Нейросексизм